# 스타니스와바 첼린스카
스타니스와바 첼린스카(폴란드어: Stanisława Celińska, 1947년 4월 29일 ~ )는 폴란드의 배우이다.